# Piet Thomas
Piet Thomas (Aalst, 20 april 1929) is een rooms-katholiek priester, dichter, schrijver en hoogleraar.

## Levensloop
Thomas is de zoon van Alfred Thomas en Augustine Boel. Hij volgde lager onderwijs en deed zijn Latijns-Griekse humaniora aan het Sint-Jozefscollege in Aalst.
Na wijsbegeerte aan het filosoficum van het Klein Seminarie in Sint-Niklaas en theologie aan het Groot Seminarie in Gent werd hij in 1953 tot priester gewijd. Hij vervolgde zijn studies aan de Katholieke Universiteit Leuven en promoveerde in 1957 tot licentiaat Germaanse filologie.
Van 1957 tot 1961 was hij leraar Engels, Duits, Nederlands en kunstgeschiedenis aan het Sint-Vincentiuscollege in Eeklo. In 1960-1961 was hij ook docent psychologie aan de school voor verpleegsters van het Instituut voor Verpleegkunde bij de Heilig Hartkliniek in Eeklo.
In 1961-1962 verbleef hij in Wenen en München. Hij was bursaal voor navorsingen en studies aan de universiteit van Wenen, aan de Wiener Arbeitskreis für Tiefenpsychologie en aan het postuniversitair centrum Wiener Psychoanalytische Gesellschaft, onder de leiding van prof. dr. Igor A. Caruso. Hij volgde ook een stage psychodrama bij prof. dr. Viktor Frankl. In München deed hij archiefonderzoek op het gebied van de literatuurpsychologie.
Van 1962 tot 1964 was hij literair adviseur van de Interdiocesane Commissie voor Liturgische Zielzorg bij de Belgisch-Nederlandse werkgroep belast met de eindredactie van het altaarmissaal. Samen met Placidus Bruylants o.s.b., prof. dr. Sylvère de Smet s.j. en Theo P. Govaert vertaalde hij o.a. op het kasteel Bouvigne bij Breda de presidentiële gebeden van de misliturgie. Voor het Dienstboek van de Affligemse werkgroep voor liturgie werkte hij samen met onder anderen Ignace de Sutter, Willem Barnard, Ambroos Verheul o.s.b., Thomas J.M. Naastepad, prof. dr. Godfried Danneels en Huub Oosterhuis. Als bursaal van de Engels-Belgische gemengde culturele commissie werkte hij ook aan het psychoanalytisch instituut in Londen.
In 1966 werd hij assistent aan de K.U.Leuven Afdeling Kortrijk (KULAK) en leraar godsdienst aan het Sint-Maartensinstituut in Aalst. Voltijds assistent geworden, organiseerde hij de eerste postuniversitaire activiteiten voor algemene literatuurwetenschap in Kortrijk.
In 1969 promoveerde hij tot doctor in de Germaanse filologie met het proefschrift De literatuurpsychologische opvattingen en interpretaties van Sigmund Freud en zijn eerste leerlingen. Daarop werd hij docent, vanaf 1973 hoogleraar en in 1975 gewoon hoogleraar aan de K.U.Leuven en de K.U.Leuven Afdeling Kortrijk. Hij doceerde er: geschiedenis van de moderne Nederlandse letterkunde, moderne Nederlandse teksten, inleiding tot de wereldletterkunde, literaire analyse en kritiek en inleiding tot de freudiaanse literatuurpsychologie.
In de jaren 70 richtte hij het knipselarchief op voor hedendaagse Nederlandse letterkunde, alsook de literaire mediatheek van de Campus Kortrijk, waarvan hij Van 1972 tot 1994 het diensthoofd was. In 1980 werd onder zijn impuls het 'Cobra en '50'-archief' opgericht, dat ondergebracht werd in de campusbibliotheek.
Hij was ook de oprichter of medeoprichter van:
- Vertaalcentrum Oostenrijkse poëzie van de twintigste eeuw,
- het Stijn Streuvels Genootschap (1994),
- het Gery Helderenberg Genootschap (2001).

Hij was organisator van tentoonstellingen:
- 'Poëzie 73' (1974),
- 'Reizende Bladen' (1975),
- 'Woord en beeld' (1980),
- 'Streuvels in woord en beeld' (1990),
- 'A.G. Christiaens' (Waregem, 1991),
- 'Versmaat en vergezicht. Gery Helderenberg (1891-1979): leven en werk' (Lede, 1991, Kortrijk, 1991, Leuven, 1992, Sint-Niklaas, 1993),
- 'André Demedts in woord en beeld' (Waregem, 1996).

Thomas werkte aan talrijke tijdschriften mee:
- met Edmond Ottevaere verzorgde hij de vertaalrubriek 'Transit' in het tijdschrift Vlaanderen (1985-2001),
- redacteur van Nieuwe Stemmen,
- redacteur van Pi, trimestrieel tijdschrift voor poëzie,
- redacteur van het tijdschrift Vlaanderen,
- redacteur van het tijdschrift Verschaeviana,
- redacteur van Gulden Parel,
- redacteur van Het teken,
- redacteur van de rubriek 'religieuze poëzie' op www.kerknet.be.

In 2014 organiseerde de Kulak een tentoonstelling 'Adem voor het onzegbare', gewijd aan een selectie uit de werken van professor Piet Thomas, naar aanleiding van zijn 85ste verjaardag.
Op 27 april 2019 werd een huldezitting gehouden op het stadhuis van Kortrijk, naar aanleiding van de negentigste verjaardag van Piet Thomas.

## Publicaties

### Lyriek
- Xerion, De Bladen voor de Poëzie, Lier, 1959.
- Microcosmos, Brugge/Utrecht, Desclée de Brouwer, 1963.
- Klein getijdenboek, Tielt, Lannoo & Baarn, Gooi en Sticht, 1997.
- Nu en altijd , Tielt, Lannoo & Baarn, Gooi en Sticht, 1998.
- De stad die wij bewonen, Baarn, Gooi en Sticht, 1999.
- … en zie wij loven Hem, 10 liederen voor het gehele jaar, Amstelveen, Vogel, 2001.

### Essays en bloemlezingen
- De dood in de Nederlandse lyriek, bloemlezing, Eeklo, 1960.
- Gery Helderenberg, speciaal nummer van Nieuwe Stemmen, jg. 17, 1960/1961.
- Liefde en dood, Gery Helderenberg, bloemlezing verzameld en ingeleid door Piet Thomas, Drongen, Colibrant, 1961.
- Nederlandse poëzie nu, speciale aflevering van Dietsche Warande en Belfort, 1963.
- Verzamelde gedichten, Gery Helderenberg, keuze en inleiding door Piet Thomas. Brugge - Nijmegen, 1978.
- Woord en beeld. Drie strekkingen in de Nederlandse poëzie en schilderkunst na 1945, redactie en bijdrage, Tielt/Amsterdam, Lannoo, 1980.
- De vleugels, niet de hoeven: de romantiek in de Nederlandse poëzie na 1945, in: Romantiek in de hedendaagse Europese poëzie, Leuven, 1983.
- Bidden met Guido Gezelle, keuze en inleiding door Piet Thomas, Tielt, Lannoo; en Roeselare, Roularta, 1985.
- Kortrijk en de moderne Nederlandse letterkunde, redactie en bijdragen, Tielt/Amsterdam, Lannoo, 1988.
- Lik op stuk. Nieuw Nederlands Woordenboek voor Agressief Taalgebruik (NNWAT), i.s.m. Dries de Bleecker en Jozef van Haver, Tielt, Lannoo, 1990.
- Herkenbaar onbehagen, Bloemlezing uit de lyriek van André G. Christiaens met inleiding, Waregem, Gemeentebestuur, 1991.
- Versmaat en vergezicht, een gedenkboek naar aanleiding van de 100ste verjaardag van de geboorte van Gery Helderenberg (i.s.m. Rudolf van de Perre en Jozef Vandemaele), Aalst, Dirk Martenscomité, 1991.
- Michel van der Plas. Dirk Martensprijs voor literatuur 1993: essay, Aalst, Dirk Martenscomité, 1993.
- Leven, liefde en dood. Een avond met Stijn Streuvels, bloemlezing samengesteld door Piet Thomas, Kortrijk, Dienst voor Cultuur, 1994.
- Horen en zien. Sporen van een afscheidsfeest, met bijdragen door Renaat Declerck, Edwin Coulier, Hilda Douchy-Comeyne, Hendrik van Gorp, Anne Verbanck, Piet Thomas, Kortrijk, Eigen beheer, 1994.
- Groot gebedenboek, Tielt, Lannoo, 1995.
- De gouden ark, (red. en bijdragen), Tielt, Lannoo, 1996.
- De vos en het Lijsternest, Jaarboek II van het Stijn Streuvels Genootschap (red. samen met Rik Van Daele, bijdrage), Tielt, Lannoo, 1996.
- Zoals ik u schreef, Jaarboek III van het Stijn Streuvels Genootschap (red. en bijdrage), Tielt, Lannoo, 1997.
- De ogen en het raam / Stijn Streuvels, samengesteld en uitgeleid door Piet Thomas, inleiding Walter van den Broeck, Antwerpen, Manteau, 1998.
- De huid van Mira, Jaarboek IV van het Stijn Streuvels Genootschap (red. en bijdrage, Tielt, Lannoo, 1998.
- Louis Paul Boon op de campus, Piet Thomas in gesprek met Louis Paul Boon over De Kapellekensbaan, [Aalst], [1999].
- Reizend naar het licht / De mooiste religieuze poëzie [van] Anton van Wilderode, verzameld en ingeleid door Piet Thomas, Tielt, Lannoo & Gent, Bisdom Gent, 1999.
- Als de ziele luistert / De mooiste religieuze gedichten van Guido Gezelle, samengesteld en ingeleid door Piet Thomas. Met audio-cd: Tine Ruysschaert leest Guido Gezelle. Tielt, Lannoo & Kampen, Kok, 1999.
- Vrienden en wapenbroeders, Jaarboek V van het Stijn Streuvels Genootschap (red. en bijdrage), Tielt, Lannoo, 2000.
- Een geur van honing / Martinus Nijhoff, een kleine bloemlezing uit zijn poëzie, Nieuwpoort, Culturele Raad, 2000.
- Streuvels en zijn biografen, Jaarboek VI van het Stijn Streuvels Genootschap (redactie en bijdrage). Tielt, Lannoo 2002.
- Een boog in de wolken / De mooiste religieuze poëzie [van] Gery Helderenberg; verzameld en ingeleid door Piet Thomas. Tielt, Lannoo, 2002.
- Vleugels en hoeven. Poëzie na '45, Tekstboek bij de colleges moderne Nederlandse Letterkunde (i.s.m. Edwin Coulier). Kortrijk, K.U.Leuven Campus Kortrijk, 1980.
- Inleiding tot de Freudiaanse literatuurpsychologie, Leuven, K.U.Leuven, 1987.
- Ik moet alleen op reis. Een bloemlezing uit de lyriek van Rosalie en Virginie Loveling, Kortrijk, K.U.Leuven Campus Kortrijk, 1987.
- Een emeralde vis. Een bloemlezing uit de lyriek van Karel van den Oever, Kortrijk, K.U.Leuven Campus Kortrijk, 1987.
- Verwonderd kijken. Een bloemlezing uit de lyriek van Omer Karel de Laey, Kortrijk, K.U.Leuven Campus Kortrijk, 1987.
- Krokus in de zon. Een bloemlezing uit de lyriek van Paul Verbruggen, Kortrijk, K.U.Leuven Campus Kortrijk, 1987.
- De polka. Een bloemlezing uit de lyriek van Theodoor van Rijswijck, Kortrijk, K.U.Leuven Campus Kortrijk, 1988.
- Hoepel en priktol. Een bloemlezing uit Kleine gedichten voor kinderen van Hieronymus van Alphen, Kortrijk, K.U.Leuven Campus Kortrijk, 1988.
- Het boekje te buiten. Teksten die de podia haalden (i.s.m. Annick Capelle), Kortrijk, K.U.Leuven Campus Kortrijk, 1990.
- Weemoed en hoop / een bloemlezing uit het lyrisch werk van Petrus Augustus de Genestet, Kortrijk, K.U.Leuven Campus Kortrijk, 1993.
- Eén ster volstaat / een bloemlezing van Kerstmisgedichten, Kortrijk, K.U.Leuven Campus Kortrijk, 2000.
- Religie en cultuur: de poëzie van het geloof, Leuven, Universiteit Vrije Tijd Davidsfonds, 1999.
- Christelijke poëzie nu. Een bloemlezing uit de hedendaagse Nederlandse religieuze lyriek, Grimbergen, Abdij Grimbergen, 2002.
- Geestelijk liedboek van de Lage Landen, De honderd mooiste religieuze liederen verzameld door Ignace Thevelein en Piet Thomas, Tielt, Lannoo, 2004.
- Nader tot U, Heer, Teksten rond rouw, avondwake en uitvaart. Samengesteld door Harry Gielen en Piet Thomas, Tielt, Lannoo, 2004.
- Rainer Maria Rilke: De woorden en de dingen [syllabus lessenreeks], Leuven, Davidsfonds. Universiteit Vrije Tijd, 2006.
- God in gedichten, De mooiste religieuze poëzie van de twintigste eeuw uit de Lage Landen (i.s.m. Harry Gielen), Tielt, Lannoo, 2007.
- Experiment en traditie, Een keuze uit opstellen en voordrachten geselecteerd en ingeleid door Jooris van Hulle, Kortrijk, Uitg. Groeninghe, 2009.
- Met God spreken. Honderd gebeden van de christelijke oudheid tot vandaag, Tielt, Lannoo, 2009.
- De Laatste weg / Via crucis. Een kruisweg in beeld en woord, Beelden van Vincent van den Meersch en gedichten gekozen door Piet Thomas, Hasselt, Cultuurcentrum, 2010.
- Groot gebedenboek. De mooiste gebeden van vroeger tot nu, Tielt, Lannoo, 2010.
- Over Stijn Streuvels en de eerste jaren van het Stijn Streuvelsgenootschap, 2019.

### Vertalingen
- Het neigende uur. Gedichten van Rainer Maria Rilke, Kortrijk, 1980.
- De zachte wet. Gedichten van Rainer Maria Rilke, Kortrijk, 1980.
- Uit alle daken. Gedichten van Rainer Maria Rilke, Kortrijk 1982.
- Wegen door het woud. Gedichten van Johannes Bobrowski , i.s.m. Edmond Ottevaere, Kortrijk, 1982.
- Een dag als een wonder. Gedichten van Heinz Kahlau, i.s.m. Edmond Ottevaere, Kortrijk, 1983.
- Hoorbaar landschap. Gedichten van Rainer Maria Rilke, Kortrijk, 1983
- Regen op het ijs. Gedichten van Peter Huchel, i.s.m. Edmond Ottevaere, Kortrijk, 1984
- Sonnetten van Louise Labé, Kortrijk, 1984 & 1996.
- Moederland woord. Gedichten van Rose Ausländer, i.s.m. Edmond Ottevaere, 1983.
- Regen op het ijs. Gedichten van Peter Huchel, i.s.m. Edmond Ottevaere, Kortrijk, 1984
- Weerloos. Gedichten van Friedrich Hölderlin, i.s.m. Lode Verbeeck, Kortrijk, 1987.
- De woorden en de dingen. Gedichten van Rainer Maria Rilke, Kortrijk, 1988.
- Brandhout en vuur. Gedichten van Theodor Kramer, Kortrijk, 1999.
- De woorden en de dingen. Gedichten van Rainer Maria Rilke, Kortrijk, 1988.
- De mooiste gedichten / Rainer Maria Rilke, met aquarellen van Auguste Rodin en een uitleiding van Bert Schreurs, Leuven, Davidsfonds/Literair, 1999.
- De mooiste gedichten / Friedrich Hölderlin, vertaald door Piet Thomas en Ludo Verbeeck, met prenten van William Blake, iconografisch geduid door Lut Pil, met een inleiding door Ludo Verbeeck, Leuven, Davidsfonds/Literair, 2000.
- De mooiste gedichten / Federico García Lorca, vertaald door Piet Thomas en Christian De Paepe, met een inleiding door Christian De Paepe, Leuven, Davidsfonds/Literair, 2001.
- De psalmen, vertaald en bewerkt door Piet Thomas, Voorgelezen door Stan Milbou, met muziek van Philippe de Chaffoy, Tielt / Baarn, 2004.
- Brandhout en vuur. Gedichten van Theodor Kramer, i.s.m. Edmond Ottevaere, Kortrijk, 1999.
- Het getijdenboek / Rainer Maria Rilke, gedichten uit Das Stunden-Buch, Baarn, 2004, 2e dr. 2009.